# جونيور تافاريس
جونيور تافاريس (بالبرتغالية: Carlos Eugenio Júnior Tavares dos Santos‏) هو لاعب كرة قدم برازيلي في مركز ظهير ‏، ولد في 7 أغسطس 1996 في بورتو أليغري في البرازيل. لعب مع غريميو بورتو أليغرينزي ونادي سامبدوريا.

## وصلات خارجية
- جونيور تافاريس على موقع قاعدة بيانات كرة القدم.إي يو (الإنجليزية)
- جونيور تافاريس على موقع Soccerway.com (الإنجليزية)